# Cloaca Maxima
De Cloaca Maxima (Nederlands: Grootste Riool) is het grote riool in Rome dat in de Tiber uitmondt. 
Het werd in de 7e eeuw v.Chr. onder Tarquinius Priscus als open kanaal gebouwd en werd in de 1e eeuw v.Chr. overdekt.
Het eerste deel van de Cloaca Maxima werd rond 616 v.Chr. in opdracht van de Etruskische koning van Rome Tarquinius Priscus aangelegd om water van de bewoonde gebieden in Rome af te voeren naar de rivier de Tiber. Voorheen gebeurde dat altijd door middel van op natuurlijke wijze gevormde stromen, maar deze waren niet handig bij de uitbreiding van de stad.
Het eerste deel was dan ook bedoeld om stukken moeras te draineren en er zo bruikbaar land van te maken. Tijdenlang was het een open riool, totdat door drukte en intensief gebruik van het terrein rond het Circus Maximus de noodzaak zich aandiende het riool te overdekken.
De kronkelige loop van het riool is een gevolg van het feit dat het de loop van de oorspronkelijke stroompjes volgt. Delen van de Cloaca Maxima worden nog steeds gebruikt. De uitmonding ervan in de Tiber is ook nog steeds zichtbaar.

De Cloaca Maxima in 1814

## Constructie
Dit openbare werk werd grotendeels bereikt door het gebruik van Etruskische ingenieurs en grote hoeveelheden semi-dwangarbeid van de armere klassen van Romeinse burgers. Ondergrondse werkzaamheden zouden aan het riool zijn uitgevoerd door Tarquinius Superbus, de zevende en laatste koning van Rome. 
Hoewel Livius het beschrijft als een tunnel onder Rome, schreef hij eeuwen na de gebeurtenis. Uit andere geschriften en uit het pad dat het volgt, lijkt het waarschijnlijker dat het oorspronkelijk een open afvoer was, gevormd uit stromen van drie van de aangrenzende heuvels, die door het hoofdforum en vervolgens naar de Tiber werden gekanaliseerd. Deze open afvoer zou dan geleidelijk zijn aangelegd, naarmate de bouwruimte binnen de stad waardevoller werd. Het is mogelijk dat beide theorieën correct zijn, en zeker enkele van de belangrijkste lagere delen van het systeem suggereren dat ze zelfs ten tijde van de veronderstelde constructie onder het maaiveld zouden zijn geweest.
De elf aquaducten die Rome in de 1e eeuw na Christus van water voorzagen, werden uiteindelijk in de riolering gekanaliseerd, nadat ze de vele openbare baden zoals de Thermen van Diocletianus en de Thermen van Trajanus, de openbare fonteinen, keizerlijke paleizen en particuliere huizen hadden geleverd.  De continue toevoer van stromend water hielp afval te verwijderen en de riolering vrij te houden van obstakels. Het beste water was gereserveerd voor drinkwater en het tweede kwaliteitswater zou worden gebruikt door de baden, waarvan de uitstroom verbonden was met het rioolnet onder de straten van de stad. Het aquaductsysteem werd aan het einde van de 1e eeuw na Christus onderzocht door de generaal Frontinus, die zijn rapport over de toestand rechtstreeks aan keizer Nerva publiceerde.

### Trivia
De Nederlandse auteur F. Schmidt-Degener (1881-1941) schreef een gedicht Cloaca Maxima, dat in 1979 werd opgenomen in Gerrit Komrijs De Nederlandse poëzie van de 19de en 20ste eeuw in 1000 en enige gedichten.
Geïnspireerd door het thema afvoer heeft de Belgische kunstenaar Wim Delvoye een installatie gemaakt met de naam Cloaca. 